# La Chapelle-de-Brain
La Chapelle-de-Brain település Franciaországban, Ille-et-Vilaine megyében. Lakosainak száma 1107 fő (2022. január 1.). La Chapelle-de-Brain Langon, Renac, Avessac és Massérac községekkel határos.

## Népesség
A település népességének változása:
| Lakosok száma | 701  | 909  | 887  | 919  | 970  | 962  | 969  | 984  | 1023 | 1107 |
|               | 1968 | 1982 | 1990 | 2006 | 2013 | 2015 | 2017 | 2019 | 2020 | 2022 |